# Showtek
Showtek è un duo olandese di musica elettronica, formato dai fratelli Sjoerd e Wouter Janssen (alias Duro & Walt Jenssen), che iniziarono a produrre musica Techno nel 2001. Passarono alla musica Hardstyle nel 2003 e pubblicarono il loro primo album, Today Is Tomorrow, sotto la casa discografica fondata da essi stessi, la Dutch Master Works, nel 2007. Sempre nello stesso anno presentano il singolo FTS (Fuck The System) che verrà considerato, secondo l'etichetta Q-dance e molti esperti produttori, come il miglior brano hardstyle di sempre.
Showtek è stato il primo duo Hardstyle a pubblicare un album e, dopo Today Is Tomorrow, pubblicarono Analouge Players In A Digital World nel 2009. Nel 2012 il duo abbandona l'Hardstyle per avvicinarsi al mondo dell'Electro House, producendo brani con artisti come Hardwell e Tiësto.
Nel 2013 ottengono la 26ª posizione della celebre classifica di DJ Mag grazie soprattutto a successi come Cannonball e Booyah.
Nel 2014 pubblicano il loro singolo We Like To Party che in pochi giorni raggiunge la prima posizione nella classifica generale di Beatport.
Nello stesso anno pubblicano Bouncer insieme ad Ookay e Bad insieme a David Guetta; anch'esse in poco tempo si classificano prime su Beatport e su altri siti.
Viene pubblicata, inoltre, una versione vocale del celebre brano Cannonball, cantata da Matthew Koma, che viene rinominata Earthquake.
Verso la fine del giugno 2014 pubblicano un remix della famosa canzone country house Lovers On The Sun di David Guetta il quale raggiunge immediatamente la top 5 di Beatport.
Poco dopo pubblicano la canzoneGo di MAKJ e M35 grazie ad un loro edit.
Nel 2014 fondano la loro casa discografica, Skink Records (o semplicemente Skink), affiliata alla casa discografica olandese della Spinnin' Records.
Tornano alle scene hardstyle nel 2016 con la pubblicazione di Mellow, insieme al duo italiano Technoboy & Tuneboy.

## Discografia

### Brani Hardstyle
- 2001: Controller
- 2001: Save The Day
- 2001: Bassment
- 2003: Seid Ihr Bereid
- 2004: Choruz
- 2004: Save The Day Again
- 2005: Brain Crackin'
- 2005: Rockin' Steady (With Deepack)
- 2006: Bangin' (With Gizmo)
- 2006: The Hard Way (With Gizmo)
- 2006: The Colour Of The Harder Styles
- 2006: Puff Green Dutch Stuff
- 2007: Born 4 Thiz
- 2007: Raver
- 2007: FTS
- 2007: Shout Out (Feat. MC DV8)
- 2007: Dominate
- 2007: Early Sound
- 2007: Partylover
- 2008: We Live For The Music
- 2008: Skitzo (With Deepack)
- 2008: Black
- 2008: Apologize
- 2009: Light power
- 2009: We Speak Music
- 2009: Freak
- 2009: The F-Track
- 2009: Faces (Feat Zushi)
- 2009: We Speak For The Music
- 2009: World is Mine
- 2009: Freak (Feat Mc Stretch)
- 2009: Electronic Stereophonic (Feat Mcdv8)
- 2009: Here We Fucking Go
- 2009: Analogue Players In A Digital World
- 2009: Generation Kick Bass
- 2009: Own The Night (Feat Mcdv8)
- 2009: Dutchie (Feat Mc Stretch)
- 2009: Fast Life
- 2009: Laa-Di-Fucking-Daa
- 2009: My 303
- 2010: Rockchild (Feat. mc DV8)
- 2010: Dutchie (Feat. MC Strecht)
- 2010: Expansion
- 2010: Are We Human
- 2010: Beats of Life
- 2010: Breakbeat Junkie
- 2016: Mellow (Feat. Technoboy & Tubeboy)

### Brani EDM
- 2012: Hell yeah (With Tiësto)
- 2012: How We Do (With Hardwell)
- 2012: Hey! (With Bassjackers)
- 2012: Cannonball (With Justin Prime)
- 2013: Slow Down
- 2013: Crunk
- 2013: Get Loose (With Noisecontrollers)
- 2013: Booyah (Feat. We Are Loud & Sonny Wilson)
- 2013: We Like To Party
- 2013: Earthquake (Cannonball) (With Justin Prime feat. Matthew Koma)
- 2014: Bad (With David Guetta)
- 2014: Bouncer (With Ookay)
- 2014: Wasting Our Lives (WLTP) (Feat. Tryna)
- 2014: No Money, No Love (With David Guetta feat. Elliphant & Ms. Dynamite)
- 2014: Sun Goes Down (With David Guetta feat. Magic! & Sonny Wilson)
- 2014: 90s By Nature (Feat. MC Ambush)
- 2015: Satisfied (Feat. Vassy)
- 2015: N2U (With Eva Shaw feat. Martha Wash)

### Remix
- 2001: Walt vs. Zero-Gi - Exciter (Showtek Remix)
- 2002: DJ Duro - Again (Showtek Remix)
- 2002: Desperation - Our Reservation (Showtek Remix)
- 2002: Desperation - Our Reservation (Showtek Remix)
- 2003: Methods Of Mayhem - F.Y.U.(Showtek Remix)
- 2003: DJ Duro - Just Begun (Showtek Remix)
- 2003: Walt - Wanna Fuck (Showtek Remix)
- 2004: Headliner - B.O.D.Y.P.U.M.P. (Showtek Remix)
- 2004: Trance Generators - Darkness Will Rule (Showtek Remix)
- 2004: Philippe Rochard & Nu-Pulse - The Survivors Of Hardstyle (Showtek Remix)
- 2004: DJ Jorn - This Is Your Brain (Showtek Remix)
- 2007: Charly Lownoise & Mental Theo - Wonderful Days 2.08 (Showtek Remix)
- 2008: Brennan Heart - Revival x (Showtek Remix)
- 2008: Zushi - La La Song (Showtek Remix)
- 2008: Donkey Rollers - No One Can Stop Us (Showtek Remix)
- 2009: Abyss & Judge - Hardstyle Revolution (Showtek Remix)
- 2008: Mr.Puta - Green Stuff (Showtek Remix)
- 2010: System F - Out Of The Blue (Showtek Remix)
- 2012: Carly Rae Jepsen - Tonight I'm Gettin' Over You (Showtek Remix)
- 2013: Alesso & Dirty South feat. Ruben Haze - City Of Dreams (Showtek Remix)
- 2014: David Guetta feat. Sam Martin - Lovers on The Sun (Showtek Remix)
- 2014: MAKJ & M35 - GO (Showtek Edit)
- 2014: Eva Shaw - Space Jungle (Showtek Edit)
- 2015: Twoloud - Move (Showtek Edit)

### Album
- 2007: Today Is Tomorrow
- 2008: We Live For The Music
- 2009: Analogue Players in a Digital World
- 2010: F*ck The System